# AN/APG-67
AN/APG-67は、アメリカ合衆国のゼネラル・エレクトリック社が開発したレーダー。主として戦闘機の火器管制レーダー（FCR）として使用される。

## 概要
本機は元来、ノースロップ（現ノースロップ・グラマン）社が輸出用に開発したF-20戦闘機に搭載するために開発された。F-20の鋭くとがったレドームに収容できるよう、きわめてコンパクトに設計されている。この特性から、本機は様々な航空機に適合化することができ、このおかげで、本来搭載されるべきF-20の開発計画が頓挫したのちも、市場で競争力を保つことができた。F-20用に開発された当初のモデルでは、アンテナは49.5cm×12cmであり、システム全体の重量は73kgとされたが、搭載する機体によってアンテナの大きさは変更できる。また、整備性を高めるために列線交換ユニットが導入されており、3つのユニットを含んでいる。
レーダー方式は、コヒーレント・パルス・ドップラー・レーダーと呼ばれる方式である。パルス繰り返し周波数（PRF）は、高・中・低の3つに分かれており、マッピングや対空戦闘時には低PRFを、ルックダウンや空対空のサーチ/トラッキングのときには中PRFを、空対空のベロシティ・サーチのときには高PRFを使用する。
動作モードには、空対空捜索、目標追尾、空対空戦闘、グランド・マッピングおよび高解像マッピング、空対地距離測定などがある。捜索中追尾（TWS）能力を有しており、10個の目標を同時に追尾でき、最大探知距離は80nm（148km）、戦闘機サイズの目標（5m2）に対してはルックアップで40nm（75km）、ルックダウンで29nm（54km）と言われている。また、連続波パルス照射に対応していることから、AIM-7 スパローやAIM-120 AMRAAMのような中射程空対空ミサイルの運用も可能である。
AN/APG-67の信頼性は極めて高く、MTBFは350時間である。また、電源を入れてから90秒で完全な動作を実現するとされている。

### 搭載機
- F-20（ アメリカ合衆国）
- FMA IA 63 パンパ（ アルゼンチン）[1]
- F-CK-1 経国（ 台湾; AN/APG-66の技術を加味した独自改良型の金龍53型を搭載）
- T-50（ 韓国）